# Кубок Балтики 1997
Кубок Балтики 1997 — тридцятий міжнародний хокейний турнір у Росії, проходив 17—21 грудня 1996 року в Москві у рамках Єврохокейтуру.

## Попередній етап
| 1. | Чехія     | *** | 7:1 | 4:4 | 6:6 | 3 | 1 | 2 | 0 | 17:11 | 4 |
| 2. | Росія     | 1:7 | *** | 2:1 | 0:0 | 3 | 1 | 1 | 1 | 3:8   | 3 |
| 3. | Фінляндія | 4:4 | 1:2 | *** | 3:1 | 3 | 1 | 1 | 1 | 8:7   | 3 |
| 4. | Швеція    | 6:6 | 0:0 | 1:3 | *** | 3 | 0 | 2 | 1 | 7:9   | 2 |

М — підсумкове місце, І — матчі, В — перемоги, Н — нічиї, П — поразки, Ш — закинуті та пропущені шайби, О — очки

## Матч за 3 місце
- Швеція —  Фінляндія 2:1 (0:0, 2:0, 0:1)

## Фінал
- Чехія —  Росія 1:0 (1:0, 0:0, 0:0)

## Найкращі гравці турніру
| Воротар   | Пасі Куйвалайнен |
| Захисники | Дмитро Єрофеєв   |
| Нападники | Їржі Допіта      |

## Найкращі бомбардири
| Місце | Гравці         | Голи | Паси | Очки |
| ----- | -------------- | ---- | ---- | ---- |
| 1.    | Давід Моравець | 4    | 1    | 5    |
| 2.    | Їржі Допіта    | 1    | 4    | 5    |
| 3.    | Йозеф Беранек  | 1    | 3    | 4    |